# Beth Ditto
Mary Beth Pattersonová, známá pod uměleckým jménem Beth Ditto (* 19. února 1981, Searcy, Arkansas) je americká písničkářka, známá svou spoluprací s indie rockovou kapelou Gossip. Její hlas bývá přirovnáván k Ettě Jamesové, Janis Joplinové či Tině Turnerové.

## Život
„Beth Ditto“ se narodila jako Mary Beth Patterson do chudé americké rodiny. Její matka často střídala partnery a Beth tak vyrůstala nejen s ní a šesti sourozenci, ale i s různými nevlastními otci. Jako třináctiletá od matky odešla a začala žít s tetou. Jako osmnáctiletá, roku 1999, se nejdříve přestěhovala do Olympia ve státě Washington a od roku 2003 žila v Portlandu v Oregonu.
V čele skupiny Gossip byla již od jejího vzniku v roce 1999 až do skončení v roce 2016. Krom toho ale byla zapojena i do jiných hudebních projektech. V roce 2011 vydala s pomocí Jamese Forda a Jase Shawa své vlastní EP Beth Ditto EP.
Beth Ditto se otevřeně hlásí k homosexualitě a podporuje LGBT komunitu ve Spojených státech. Sama sebe považuje za feministku. Zastává se především obézních žen a často sama pózuje pro různé magazíny a časopisy. Roku 2007 pózovala polonahá pro magazín NME. Germaine Greerová řekla, že časopis „měl dostatek odvahy na to, aby dal nejúžasnější ženu planety na obálku“. O dva roky později, v únoru 2009, byla focena polonahá na hlavní obálku britského magazínu Love, určeného pro LGBT komunitu.
První vlastní kolekci pustila do světa 9. července 2009 a to ve spolupráci s designérkou Lisou Marie Peacockoou. V roce 2010 pak vytvořila i druhou kolekci, obě dvě pro Evans. Marianne Kirby z The Guardian uvedla, že její kolekce bude jistě slavit mezinárodní úspěch. V červnu 2012 Beth Ditto spolupracovala s MAC Cosmetics a vytvořila vlastní sadu make-upu.
V červenci 2013 si Beth Ditto na Havaji vzala svoji přítelkyni a nejlepší kamarádku Kristinu Ogata. Obě ženy byly oděné v bílém saku a košili a šly naboso. V prosinci 2014 pár legalizoval svůj sňatek druhou svatbou, tentokrát v Oregonu.

## Knihy
- Coal to Diamonds: A Memoir, napsáno ve spolupráci s Michelle Tea